# Pereiampil, Haivoron
Pereiampil (în ucraineană Переямпіль) este un sat în comuna Dolînivka din raionul Haivoron, regiunea Kirovohrad, Ucraina.

## Demografie
Componența lingvistică a localității Pereiampil
     Ucraineană (100%)
Conform recensământului din 2001, toată populația localității Pereiampil era vorbitoare de ucraineană (100%).